# Bad Bocklet
Bad Bocklet är en köping (Markt)i Landkreis Bad Kissingen i Regierungsbezirk Unterfranken i förbundslandet Bayern i Tyskland.